# Tibor Berczelly
Tibor Berczelly (n. 3 ianuarie 1912, Q12354750⁠(d), Budapesta, Ungaria – d. 15 octombrie 1990, Budapesta, Ungaria) a fost un scrimer maghiar, medaliat olimpic. A participat la 3 ediții ale Jocurilor Olimpice (1936, 1948, 1952) în care a câștigat o medalie de bronz.